# アルガ川

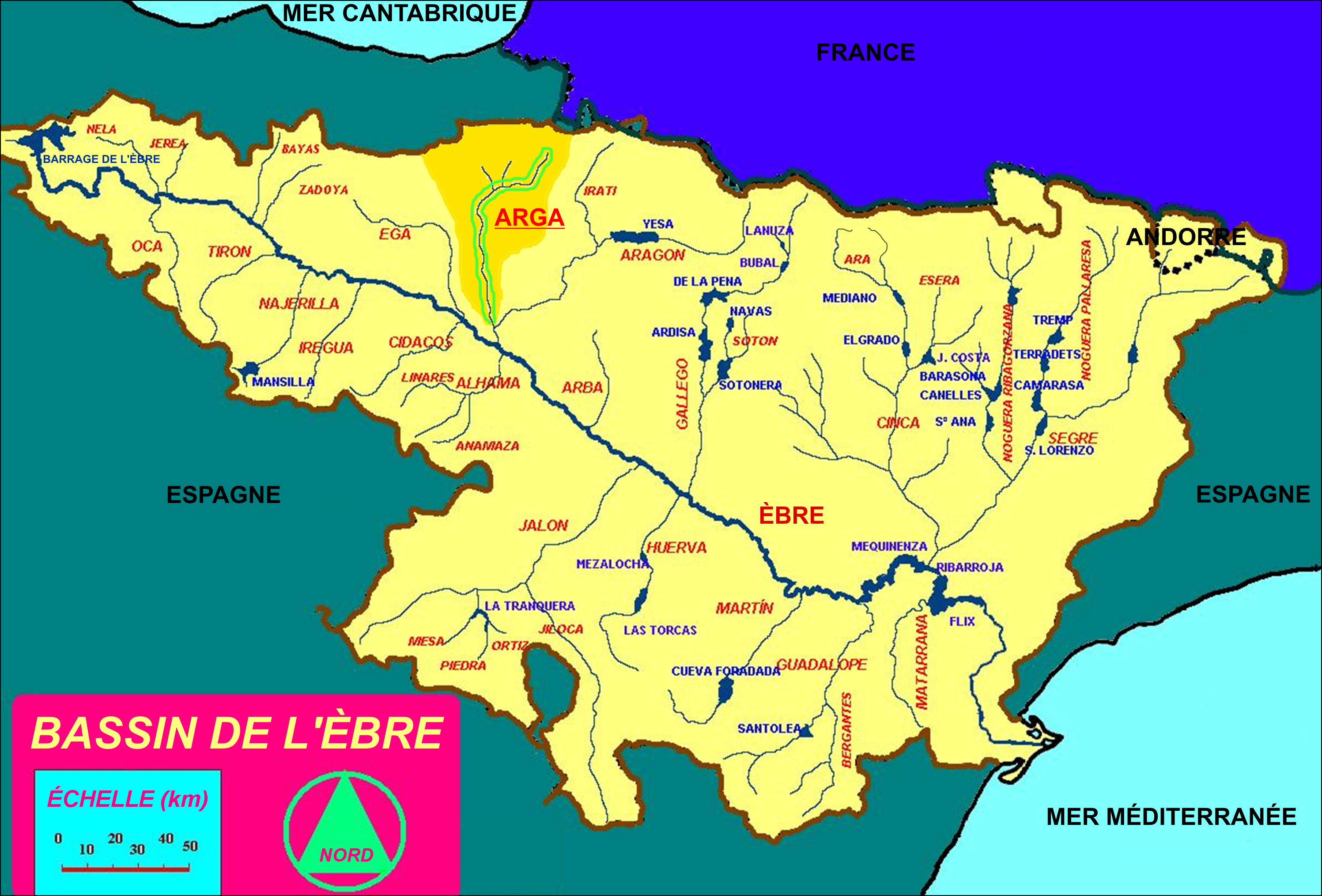
エブロ川水系におけるアルガ川の流域（濃黄）

アルガ川（アルガがわ、スペイン語: Arga）は、イベリア半島北部、スペイン・ナバーラ州を流れるエブロ川水系の河川。州都パンプローナやプエンテ・ラ・レイナなどを通ってアラゴン川に合流し、エブロ川を経由して地中海に注いでいる。総延長は145km、流域面積は2,759km2である。古代にはルナ川(Runa)として知られていた。

## 流域
スペイン＝フランス国境に近いピレネー山脈の山麓、ナバーラ州エステリバルに端を発し、北東から南西に流れる。エステリバルのエウギ地区にはエウギ貯水池というダム湖があり、このダムはパンプローナ都市圏に水を供給している。中流部ではアルガ川流域最大の都市であるパンプローナを含むパンプローナ都市圏を横断しており、ビリャバ＝アタラビア、ブルラーダ/ブルラタ、アンソアイン/アンツォアイン、バラニャインなどの自治体を蛇行して流れている。サンティアゴの巡礼路沿いにあるプエンテ・ラ・レイナには、11世紀初頭に架けられた石橋が現存している。
プエンテ・ラ・レイナからは真南に下り、ペラルタ/アスコイエンなどを通り、ナバーラ州南部のフネス付近でアラゴン川と合流した後に、10kmほど下ってアラゴン州との州境でエブロ川の本流に合流する。中下流部にはプエンテ・ラ・レイナとペラルタ/アスコエインを除いて目立った都市がなく、タリファやオリテ/エリベリなどの都市は10kmほど東側に離れている。パンプローナとナバーラ州南部を結ぶ交通路にAP-15号線やレンフェ（スペイン国鉄）の路線があるが、これらはやはりアルガ川から10kmほど東側に並行しており、河川と交通路は標高638mのブスキル山や504mの無名峰などで隔てられている。

## 植生
上流部では河川は主にブナの林に囲まれており、その下ではビルベリー、コーニッシュ・ヒース、スゲ、スズメノヤリなどを育てている。加えてエウギ貯水池付近では、ハンノキ、トネリコ、カエデ、一般的なハシバミ、クロウメモドキなど様々な灌木を見つけることができる。ダムを離れると、流域にはオーク、ヨーロッパアカマツ、ツゲの低木などが並んでいる。ウアルテを渡る地点にはポッキリヤナギが現れる。ベラスコアイン地域周辺の低木は、カンタブリア地方の森林から地中海植物の植生への変化を示し、この地域ではクロポプラとシロヤナギが一般的である。